# 2514 Taiyuan
2514 Taiyuan (1964 TA1) là một tiểu hành tinh vành đai chính được phát hiện ngày 8 tháng 10 năm 1964 bởi Đài thiên văn Tử Kim Sơn ở Nanking.